# 中国における論理学
中国における論理学、中国論理学（ちゅうごくろんりがく）。一般的に「中国論理学」と言った場合、諸子百家の名家・墨家・荀子などが論じた「名」の思想（通称「名学」「名弁」）を指す。本項では更に、中国におけるインド論理学（因明）や西洋論理学の受容も扱う。

## 中国に論理学は有ったか

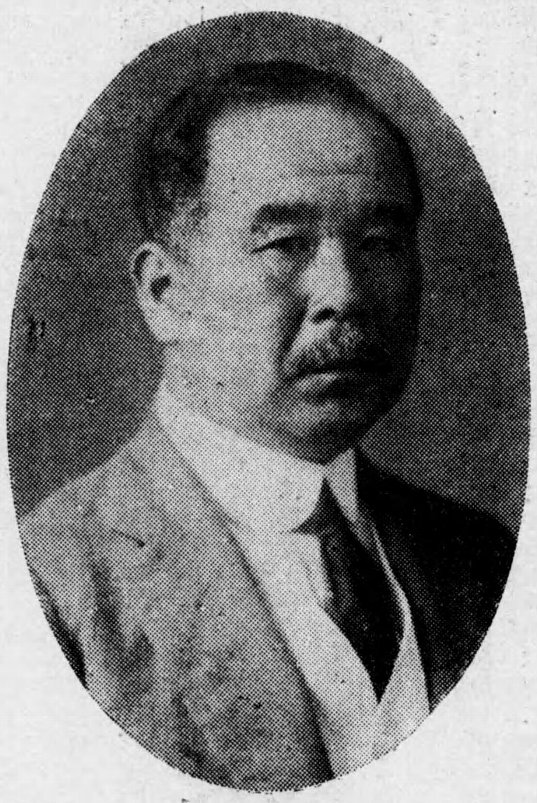
桑木厳翼
----著作に『荀子の論理説』（1898年）、『支那古代論理思想発達の概説』（1900年）

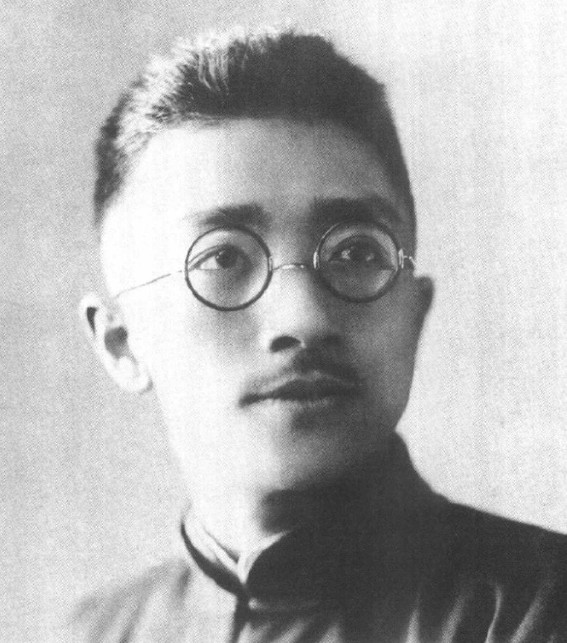
胡適
----著作に『古代中国における論理学的方法の発展』（コロンビア大学博士論文、1917年）

古代中国に Logic（論理学）に対応する単語は無い。「論理学」という漢語は、明治日本で作られた和製漢語に近い語である。なお現代中国語では、Logic は「論理」ではなく「邏輯」（ルオジー、拼音: Luójí、簡: 逻辑）という音訳が用いられている。
同様に、古代中国に「論理学」に対応する学問分野も無い。しかしながら、明治日本の哲学研究者たち、とりわけ桑木厳翼は、諸子百家の「名」の思想を「論理学」と結びつけて研究した。桑木の研究は、章炳麟や王国維ら清末の知識人にも受容された。以降、中国においても諸子百家の「名」の思想が論理学とみなされるようになった。民国初期には、とりわけ胡適が諸子百家の論理学を掘り下げて研究した。胡適の論理学観は、彼がコロンビア大学留学時に師事していたジョン・デューイの論理学観、すなわちプラグマティズムの論理学観を反映しているとされる。
一方で、「中国に論理学の伝統は無い」という見解も明治からある。すなわち、名学は論理学としては歪な部分が多いこと、論理学だとしても秦代以降断絶していること、などによる。この見解は、中国仏教とインド仏教の対照性（主に因明の不振と禅仏教の言語観）や、中国語と印欧語の対照性（文法上の時制や数・格が無い）などの見解と合わさって、「中国哲学は論理的ではない」「中国人は論理的・抽象的思惟において劣っている」（代わりに現実的思惟に優れている）というステレオタイプの形成に繋がった。そのような見解・ステレオタイプをまとめた書物として、比較思想研究の大家、中村元の1948年の著書『東洋人の思惟方法』がある。同書は1960年に英訳され、国際的に読まれた。同書への批判も兼ねて諸子百家の論理学を研究する学者も多い。

## 諸子百家
『荘子』天下篇（恵施と弁者についての記述）、『荀子』正名篇、『墨子』墨弁、『公孫龍子』などが、中国論理学の文献とみなされる。

## 因明
インドから仏教が伝来したのに伴い、因明も伝来した。因明は、中国を経由して朝鮮と日本にも伝えられたが、中国と朝鮮ではやがて廃れてしまった。一方、日本では奈良時代から明治時代に至るまで因明の研究が存続した。
上記の清末の章炳麟は因明にも関心を持っていた。民国初期には諸子百家の論理学とともに再評価された。
近現代の仏教学では、東アジアの因明受容史は長らくマイナーな研究対象だったが、2010年代から積極的に研究されるようになった。詳細は 師 2019 等を参照。

## 西洋論理学
明末の1631年、李之藻とフランシスコ・フルタドが、コインブラ大学で使われたアリストテレス論理学の注解書の抄訳『名理探』を刊行した。また、マテオ・リッチと徐光啓の『幾何原本』（1607年）により論証数学が伝えられた。
清末の1886年、ジョゼフ・エドキンズ（艾約瑟）が、ジェヴォンズ『論理学入門』の漢訳『弁学啓蒙』を刊行した。
1900年代には、厳復がJ.S.ミル『論理学体系』を用いて上海で論理学の講演会「名学会」を開くと同時に、同書の漢訳『穆勒名学』や、ジェヴォンズ『論理学入門』の漢訳『名学浅説』を刊行した。厳復は論理学を諸学の基礎として重要視していた。なお、厳復が「名学」という訳語を用いたのは、上記の諸子百家を念頭に置いていたため、というわけではない。厳復は、日本人が作った「論理学」という訳語を浅陋な訳語と評しており、そのような背景のもと「名学」と訳していた。

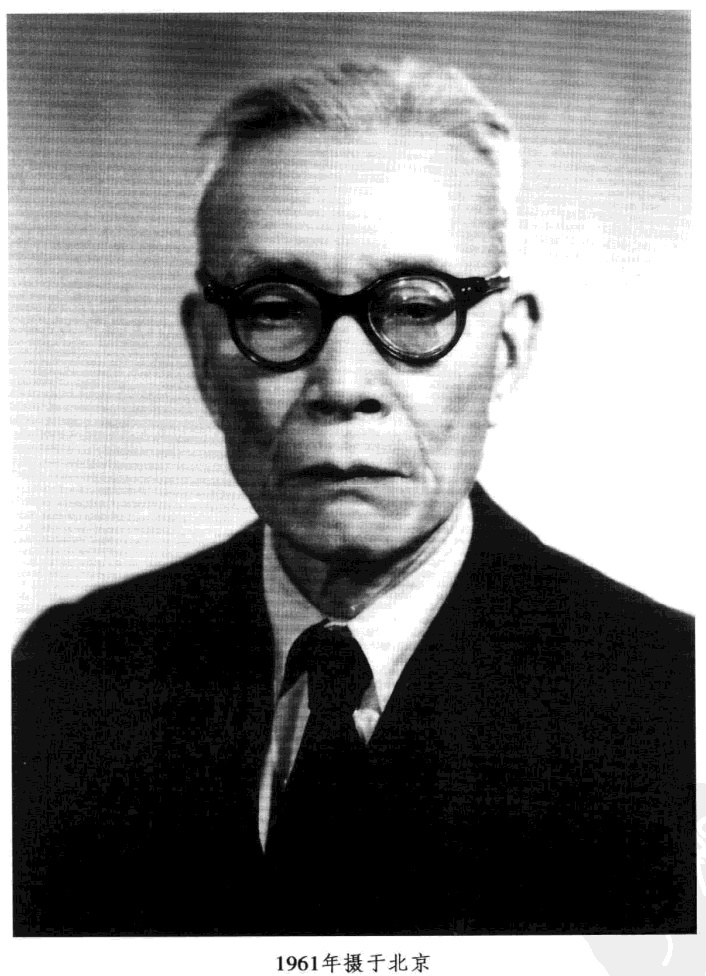
金岳霖
----中国邏輯学会（1979年設立）初代会長

民国初期の1930年代前後には、清華大学の哲学科（清華大学哲学系）を中心地として、金岳霖や沈有鼎が論理学を研究した。当時の清華大学の学者の多くは、1920年に訪中したラッセルの影響を強く受けていた。
1950年代以降の中国大陸外では、金岳霖やクワインの教え子でゲーデルと親交した数理論理学者の王浩（ハオ・ワン）や、新儒家の一人でウィトゲンシュタイン『論理哲学論考』の訳者でもある牟宗三らが活動した。なお、金岳霖・沈有鼎・牟宗三は、諸子百家の論理学についても論じていた。
中国大陸内では、1950年代から1970年代の文革期にかけて、弁証法論理学が盛んに論じられた一方で、記号論理学の研究は停滞した。しかしその後、文革終了後の1979年に、晩年の金岳霖を初代会長として「中国論理学会」（中国邏輯学会）が設立され、記号論理学も研究されるようになった。

### 日本語
- 加地伸行『中國論理學史研究 : 經學の基礎的探究』研文出版〈加地伸行著作集  1〉、2012年（原著1983年）。ISBN 9784876363452。 NCID BB10443494。
- 加地伸行『中国人の論理学』筑摩書房〈ちくま学芸文庫〉、2013年（原著1977年中公新書）。ISBN 978-4480095374。
- 坂出祥伸「清末における西欧論理学の受容について」『中国近代の思想と科学』同朋舎出版、1983年（原著1965年）。
- 坂出祥伸『東西シノロジー事情』東方書店、1994年。ISBN 4497944158。（95-118頁「明治哲学における中国古代論理学の理解—桑木厳翼を中心として—」初出1966年、船山信一編『明治論理学史研究』理想社、NDLJP:2969953）
- 坂本百大「中国論理学界とその周辺-訪中報告」『科学基礎論研究』第18巻第1号、科学基礎論学会、1986年、45-47頁、doi:10.4288/kisoron1954.18.45、ISSN 0022-7668、NAID 110000132972。
- 志野好伸「論理学者にとっての中国哲学 : 金岳霖・沈有鼎を中心に (大会シンポジウム 世界哲学としての中国哲学)」『中国 : 社会と文化』第35号、中国社会文化学会、2020年7月、67-81頁、ISSN 0912-9308、NAID 40022371762。
- 高田淳 著「中国近代の「論理」研究」、宇野精一・中村元・玉城康四郎 編『講座東洋思想4 中国思想3 墨家・法家・論理思想』岩波書店、1967年。ISBN 978-4130140546。NDLJP:2969196
- 中島隆博 著「桑木厳翼と中国哲学」、廖欽彬；伊東貴之；河合一樹；山村奨 編『東アジアにおける哲学の生成と発展 間文化の視点から』法政大学出版局、2022年。ISBN 978-4588151231。
- 師茂樹「公開講演 因明研究の現状と課題」『佛教学セミナー』第109号、大谷大学佛教学会、2019年、39-66頁、ISSN 0287-1556、NAID 120006865652。

### 日本語以外・翻訳
- Fraser, Chris (2003), “Later Mohist Logic, Ethics and Science After 25 Years”, in Graham, A.C., Later Mohist Logic, Ethics and Science, Chinese University Press, ISBN 978-9622011427
- Graham, A.C. (2003) [1978], Later Mohist Logic, Ethics and Science, Chinese University Press, ISBN 978-9622011427
- 馮友蘭 『中国哲学史』上下巻、商務印書館、1934年
  - 馮友蘭 著、柿村峻・吾妻重二 訳『中国哲学史 成立篇』富山房、1995年。ISBN 457-2009023。 （『中国哲学史』上巻の全訳）
- 梅約翰 [Makeham, John]「諸子学与論理学：中国哲学建構的基石与尺度」『学術月刊』、上海市社会科学界聯合会、62-67頁、2007年。doi:10.19862/j.cnki.xsyk.2007.04.008。